# Сярчиці
Сярчиці (пол. Siarczyce, нім. Ulmenhang) — село в Польщі, у гміні Любранець Влоцлавського повіту Куявсько-Поморського воєводства.
У 1975-1998 роках село належало до Влоцлавського воєводства.